# Nalda
Nalda ist ein Ort und eine Gemeinde (municipio) mit 1.307 Einwohnern (Stand: 2024) in der Autonomen Gemeinschaft La Rioja im Norden Spaniens.

## Lage und Klima
Der Ort Nalda liegt am Río Iregua gut 17 km (Fahrtstrecke) südlich der Provinzhauptstadt Logroño in einer Höhe von ca. 630 m. Soria, die Hauptstadt der südlich an die Rioja angrenzenden altkastilischen Provinz, befindet sich ca. 87 km südlich. Das Klima ist gemäßigt bis warm; Regen (ca. 500 mm/Jahr) fällt hauptsächlich im Winterhalbjahr.

## Bevölkerungsentwicklung
| Jahr      | 1857  | 1900  | 1950  | 2001 | 2018 |
| Einwohner | 1.708 | 1.714 | 1.295 | 893  | 988  |

Infolge der Mechanisierung der Landwirtschaft, der Aufgabe bäuerlicher Kleinbetriebe und des daraus resultierenden geringeren Arbeitskräftebedarfs ist die Einwohnerzahl des Bergorts seit Beginn des 20. Jahrhunderts deutlich zurückgegangen (Landflucht). Zur Gemeinde gehört auch der noch über 100 Einwohner zählende Weiler (pedanía) Islallana.

## Wirtschaft
Die Gemeinde war jahrhundertelang zum Zweck der Selbstversorgung landwirtschaftlich orientiert, wobei die Viehwirtschaft (Milch, Käse, Fleisch) im Vordergrund stand. Heute gehört der Ort zum Weinbaugebiet Rioja aber es werden auch Oliven und Gemüse angebaut. Außerdem werden vor allem im Sommerhalbjahr Ferienwohnungen (casas rurales) vermietet.

## Geschichte
Keltiberische, römische, westgotische und selbst islamisch-maurische Siedlungsspuren wurden auf dem Gemeindegebiet nicht entdeckt. Das hochgelegene Gebiet diente jahrhundertelang als Sommerweide für Schafe und Ziegen. Eine militärische Rückeroberung (reconquista) durch die Christen fand wohl nicht statt, doch wurde der Platz im Rahmen der Repoblación allmählich besiedelt. Seit etwa 1040 gehörte die Gegend zur von García Sánchez III. geschaffenen Grundherrschaft (señorio) der Tierra de Cameros. Im Mittelalter war die Region zeitweise zwischen den Königreichen Kastilien und Navarra umstritten. Nach der Abschaffung der Grundherrschaften im Jahr 1811 gehörte sie zur Provinz Soria und kam erst im Jahr 1833 zur neugeschaffenen Provinz Logroño, aus der später die Region La Rioja hervorging.

## Sehenswürdigkeiten
Nalda

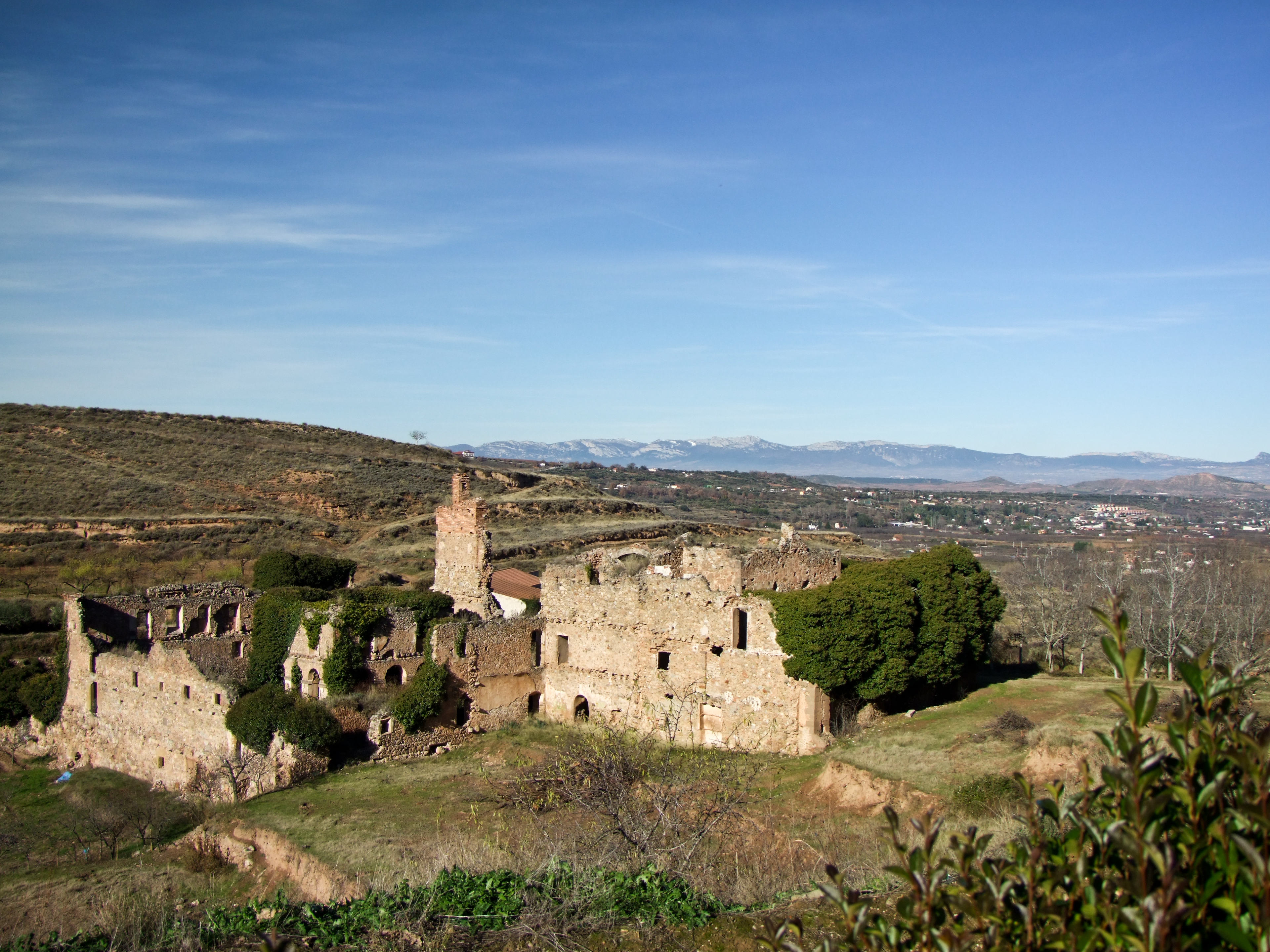
Exconvento de San Antonio

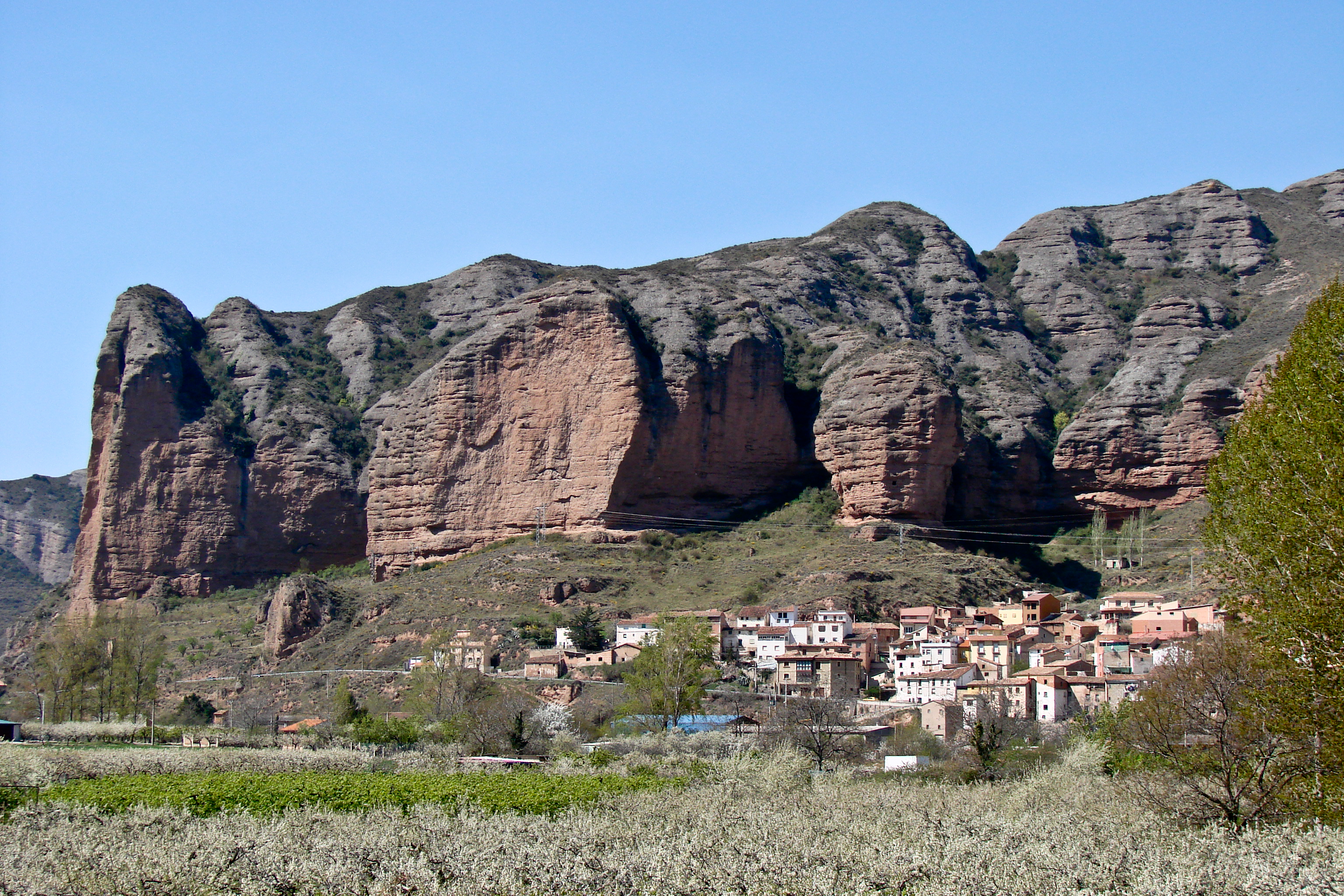
Weiler Isallana

- Die Ruinen des im 13./14. Jahrhundert an der Stelle eines Vorgängers erbauten Castillo de Nalda befinden sich auf der den Ort überragenden Hügelkuppe. Die Burg war die einzige in der Tierra de Cameros. In den Jahren 2012/13 fanden Ausgrabungs- und Restaurierungsmaßnahmen statt.[5]
- Die im 16. Jahrhundert – wahrscheinlich an der Stelle eines abgerissenen mittelalterlichen Vorgängerbaus und mit Steinen aus der ehemaligen Stadtmauer – erbaute Iglesia de Nuestra Señora de la Asunción ist der Himmelfahrt Mariens geweiht. Sie ist einschiffig, vierjochig und vergleichsweise hoch; Kirchenschiff (nave) und Apsis sind von Rippengewölben überspannt. Möglicherweise stammt das Altarretabel (retablo) noch aus der Vorgängerkirche; die kleineren seitlichen Retabel sind hingegen barock.[6]

Umgebung
- Die Ruinen des in den Jahren 1611–1617 vom Franziskanerorden erbauten Exconvento de San Antonio befinden sich ca. 1,5 km südlich des Ortes. Das Kloster wurde im Rahmen der Desamortisation des Kirchen- und Klosterbesitzes im Jahr 1835 aufgelöst und verfiel.[7]
- Ganz in der Nähe steht die Ermita de Santa María de Villavieja, ein gutshofartiges Gebäude aus der Barockzeit.[8]
- In den ca. 2 km nordöstlich des Ortes befindlichen Erdhöhlen, über deren ursprünglichen Zweck nur spekuliert werden kann (Fluchtort, Urnenfriedhof, frühchristliches Kloster etc.), wurden im 17./18. Tauben angesiedelt.[9]
- Die weitgehend zerstörten Dolmen Peña Guerra I und II befinden sich in einem Wäldchen ungefähr 4 km außerhalb des Ortes.[10]

Islallana
- Die Kirche San Pedro im vor einer hochaufragenden Felswand gelegenen Weiler stammt aus dem 16. Jahrhundert.